# Pleocoma minor
Pleocoma minor är en skalbaggsart som beskrevs av Linsley 1938. Pleocoma minor ingår i släktet Pleocoma och familjen Pleocomidae. Inga underarter finns listade i Catalogue of Life.